# フロム・ア・ラヴァー・トゥ・ア・フレンド
「フロム・ア・ラヴァー・トゥ・ア・フレンド」（原題：From A Lover To A Friend）は、2001年にポール・マッカートニーが発表した楽曲、及び同曲を収録したシングル。

## 概要
最愛の妻であったリンダ・マッカートニーを乳がんで失い、その後再婚したヘザー・ミルズへ向けたラブソングである。
デモ音源は深夜にレコーディングされ、深夜ということもありブルージーなサウンドになっていたが、マッカートニー自身がその雰囲気を気に入ったため同日の昼過ぎにレコーディングが行われたという。
また、マッカートニーはこの曲について「今回のデモでは、意味不明な言葉が出てきたんだ。それで、ふとした瞬間に「これだ！」と思い、その通りにしてみたんだよ。そしてこの曲は僕のお気に入りの曲になったんだ」と語っている。
リンゴ・スターがこの曲を気に入り、マッカートニーはこの曲をアルバムからの先行シングルにすることに決定したという。

## チャート

### Weekly charts
| Chart (2001)                      | Peak position |
| --------------------------------- | ------------- |
| Argentina (Top 150)               | 132           |
| オランダ (Single Top 100)         | 71            |
| UK シングルス (OCC)               | 45            |
| US Adult Contemporary (Billboard) | 24            |

### Year-end charts
| Chart (2001)               | Position |
| -------------------------- | -------- |
| Canada (Nielsen SoundScan) | 102      |

| Chart (2002)               | Position |
| -------------------------- | -------- |
| Canada (Nielsen SoundScan) | 120      |

## クレジット
- ポール・マッカートニー - リード・ボーカル、ベース、ピアノ
- ラスティ·アンダーソン - 12弦ギター
- ゲイヴ・ディクソン  - ピアノ
- エイブラハム・ラボリエルJr.  - ドラムス

## ライブ・パフォーマンス
2022年現在、2001年10月20日にマディソン・スクエア・ガーデンで開催されたコンサート『Concert For New York City』でのみ披露されている。